# 若新雄純
若新 雄純（わかしん ゆうじゅん）は、日本の元タレント、株式会社NEWYOUTH代表取締役、慶應義塾大学特任准教授などを2024年3月まで兼任。
2024年に未成年との交際が報じられたことを理由に教職等を辞職し、メディアに出演しなくなった。
福井県福井市生まれ、同県遠敷郡上中町（現：三方上中郡若狭町）出身。県立宮城大学事業構想学部デザイン情報学科、慶應義塾大学大学院政策・メディア研究科修士課程修了。
会社経営の他に、大学教員（非常勤）を務める。人間関係・コミュニケーション、キャリア・教育、新しい働き方や組織、地方創生・まちづくりなどに関する社会実験的な企画のプロデュースや研究を行う。2014年ごろからニュース・ワイドショーなどの、多数の番組でコメンテーターとして出演していた。一部の番組では愛称の「わかしん。」を用いている。

## 経歴
福井県の兼業農家の多い山間部の集落で育つ。両親は教員。福井県立若狭高等学校理数科（現在は廃止）を卒業後に地元の福井でテレアポのアルバイトなどを経験した。
設立間もない県立宮城大学で学び、学園祭でステージ「ナルシスト狂宴」を企画して注目を集めた。在学中に同大学の先輩と共同で就職困難者向けの就労サービスを行う株式会社LITALICO（設立時社名：イデアルキャリア）を創業し取締役COOに就任した。しかし、拡大する組織に適応できず1年7か月で取締役を退任した。その後、慶應義塾大学大学院修士課程で産業・組織心理学やコミュニケーション論を学び、2009年に自由業として独立した。新宿・歌舞伎町でダイニング・バーを約3年間経営したこともあり、現在は様々な企画・プロデュース活動を行っている（詳しくは後述の主な企画・活動）。
慶應義塾大学大学院政策・メディア研究科で2014年から特任助教、2016年4月から特任講師、2017年4月から特任准教授を務め、2015年4月から福井大学で産学官連携本部客員准教授を務める。担当科目は「インプレッションマネジメント」、「創造社会論」、「感情とコミュニケーション」など。大学教員は2024年3月末で退任。
福井県と慶応大学が連携して運営する若者向けの仮想大学「エキセントリックカレッジふくい」のプロデューサーを電話で辞任の申し出をし2024年2月1日に県が了承した。坂井市が委嘱していた「坂井エキサイト大使」についても2024年2月1日に辞任の申し出があり、坂井市は1日付けで解嘱した。

## 主な企画・活動
- 2012年に設立したニートが取締役を務める「NEET株式会社」[14]の他、はみ出した若者のため就職サービス「就活アウトロー採用」[15]、や「ナルシスト採用」、週休4日で月収15万円の「ゆるい就職」[16]、など、新しい働き方や組織づくりを模索・提案する実験的プロジェクトを多数企画・実施している。
- 2014年に福井県鯖江市でメンバーが全員女子高生のまちづくりチーム「鯖江市役所JK課」を市役所内に設ける公共事業を提案してプロデューサーに就任[17]、市が総務大臣賞を受賞した。その他、同じく鯖江市の体験移住事業「ゆるい移住」[18]プロジェクト、愛知県豊橋市の「豊橋市役所JK広報室」[19]、富山県南砺市の地元高校生のやりたいことに1,000万円を託すプロジェクト[20]など、全国各地で公共政策やまちづくり事業を手掛けている。
- 慶應義塾大学湘南藤沢キャンパスに付属するSFC研究所に設置された「ゆるいコミュニケーション・ラボ」のプロデューサーを務め[21]、大手コンサルティング企業アクセンチュアとの組織コミュニケーションに関する共同研究[22]や、山田孝之や木村多江などの俳優と表現力に関する研究[23]を行っている。
- 地元福井に関する取り組みも積極的に行っており、2021年自身の出身地である若狭町が誇る食材を用いた「究極のわかさ日の丸ごはん」プロジェクト[24]を企画プロデュースしている。
- 政治家のPRや政党の広報プロジェクトなども携わり、2013年に若者を集める目的で民主党公開大反省会を企画した。2018年には音喜多駿が党首を務めるあたらしい党の結党大会でモデレーターを務めた。
- 自身が代表取締役会長を務めていた当時のNEET株式会社で行っていた事業、「リアルねこあつめ」、「猫庭配信」、「シェアハウス」について会社が無責任な行動を取っていたとしてネット上で騒ぎが起きる（詳しくはNEET_(企業)#発生したトラブル）など、実験的な企画にトラブルも起きている。
- 立憲民主党の政治資金収支報告書に「企画・運営支援費」などの名目で、自身が経営する会社が2019年からの3年間、合計約780万円を受け取っていた[25]。立憲民主党の回答によると「若者の政治参加を促進するとともに、党への若年層の支持を拡大するため、主に青年局主催行事における企画・実施に関して契約をしておりました。」「具体的には、高校生と若手政治家との対話イベント、党役員と若者との交流イベントなどを実施する際、その企画や当日の運営などについて担って頂いていました。」とのこと。

## 名前
2012年に数年前から通称として用いていた名「雄純」を戸籍上の正式な名に変更した。自称は「今も思春期。」、愛称は「わかしん。」。

## 私生活
若い頃からヴィジュアル系バンドに傾倒し、特にX JapanのHIDEのファン。
自身のツイートによれば、2022年に浄土真宗（真宗山元派）の本山證誠寺にて得度し、僧籍を取得して法名「釈諦純」を受けたとされる。

### 未成年との交際
2008年9月、慶應SFCの修士課程2年生の25歳頃に東京渋谷で催された菅直人元首相の秘書で、後に衆議院議員になった中谷一馬の誕生日パーティーで16歳の女子高生Aと知り合い、2～3回のデートで関係を結んだのち半同棲生活を送った。交際から4カ月ほど経過した2009年2月、Aがオーバードーズし自殺未遂をした。これは『淫行』として淫行条例（青少年保護育成条例）に違反する場合がある。週刊誌の取材に若新は「今月中にすべての番組出演予定をキャンセルし、今後はテレビの仕事はいたしません。3月まで慶応など大学の役職もすべて辞任します。自治体と進めてきたまちづくり事業にも二度と関わりません」と答えた。

## メディア出演

### 過去の出演
テレビ
- Nスタ（隔週月曜レギュラー出演、TBSテレビ）
- サンデージャポン（不定期コメンテーター出演、TBSテレビ）
- ビートたけしのTVタックル（不定期コメンテーター出演、テレビ朝日）
- DayDay.（不定期コメンテーター出演 2023年08月02日 -[36]、日本テレビ）
- Together～だれにも言えないこと（レギュラー出演、BS-TBS）
- タイムリーふくい（不定期コメンテーター出演、福井テレビ）
- 県民おしゃべり じゃみじゃみ（仮）（年度末特番MC、福井テレビ）
- 若新雄純のノープラン（不定期特番MC、福井テレビ）
- LIVEコネクト!（月一レギュラー出演、関西テレビ）
- 今田耕司のネタバレMTG（不定期コメンテーター出演、読売テレビ）

ラジオ
- ダイバーシティニュース（月一月曜レギュラー出演、茨城放送）

インターネット
- ABEMA Prime（レギュラー出演、AbemaTV）
- けやきヒルズ（隔週レギュラー出演、AbemaTV）
- 思春期ビジパ学園（MC、新R25チャンネル）

- ワイド!スクランブル（レギュラー出演、テレビ朝日）
- NEWS WEB（不定期、NHK総合）
- NEWSな2人（不定期、TBS）
- モーニングCROSS（レギュラー出演、TOKYO MX）
- news TOKYO FLAG（レギュラー出演、TOKYO MX）
- おかえりなさ～い（レギュラー出演、福井テレビ）
- Seasoning -season your life with music-（レギュラー出演、JFN系列）
- 高橋みなみの「これから、何する？」（レギュラー出演、TOKYO FM）
- Life Is（コーナー出演、FM福井）
- ニューズ・オプエド®（不定期出演、NOBORDER NEWS TOKYO）

## 作品
- 『創造的脱力～かたい社会に変化をつくる、ゆるいコミュニケーション論』（光文社新書、2015年）
- 『スタディサプリ 三賢人の学問探究ノート(2) 社会を究める』（ポプラ社、2020年）水無田気流、小川仁志との共著
- 「“マネジメント”からの逃走」（PRESIDENT Onlineでのネット連載、山里亮太と共同）